# Йохан I фон Ербах
Йохан I фон Ербах на немски: Johann I von Erbach zu Reichenberg; * пр. 1273/ок. 1275; † 9 юни 1296) е шенк на Ербах в Райхенберг в Райхелсхайм в Оденвалд.

## Биография
Той е син на шенк Еберхард III фон Ербах († 21 юли 1269) и съпругата му Анна фон Бикенбах († 1255), дъщеря на Готфрид I фон Бикенбах († 1245) и Агнес фон Даун († 1254). Брат е на Конрад II, шенк фон Ербах († 16 май 1279), Хайнрих († сл. 1278, монах в Шьонау), и на Еберхард IV фон Ербах, господар на Михелщат († 22 април 1312).
Йохан I фон Ербах построява между средата и края на 13 век замък Райхенберг. Умира на 9 юни 1296 г. и е погребан в капелата на дворец Фюрстенау в Михелщат-Щайнбах.

## Фамилия
Йохан I се жени за Анна фон Ринек († 27 август 1306), дъщеря на граф Герхард IV фон Ринек († 1295) и съпругата му Аделхайд фон Хоенлое-Браунек († сл. 1326), дъщеря на Хайнрих I фон Хоенлое-Браунек-Нойхауз († 1267). Те имат децата:
- Хайнрих († 1334), шенк фон Ербах, женен за Клара фон Льовенщайн, дъщеря на граф Николаус фон Льовенщайн (извънбрачен внук на император Рудолф I) и Вилибирг фон Вертхайм († 1342), дъщеря на граф Рудолф II фон Вертхайм
- Еберхард VI († 1348), шенк фон Ербах, женен за Уда фон Роденщайн († 6 май 1345)
- Еуфемия фон Ербах († сл. 1321), омъжена за Еркингер фон Франкенщайн († сл. 1321), син на Конрад I фон Франкенщайн († сл. 1292) и Ирменгард фон Магенхайм († сл. 1292)